# Thomas Fothen
Thomas Fothen (Kaarst-Vorst, 6 april 1983) is een Duits voormalig wielrenner. Hij reed in 2005 voor Team Sparkasse en werd in 2006 prof bij Team Gerolsteiner, waar ook zijn oudere broer Markus reed.

## Belangrijkste overwinningen
2002
- Duits kampioen Ploegenachtervolging (baan), Elite (met Jens Lehmann, Sebastian Siedler en Moritz Veit)

## Resultaten in voornaamste wedstrijden
| Jaar | Ronde van Italië | Ronde van Frankrijk | Ronde van Spanje |
| ---- | ---------------- | ------------------- | ---------------- |
| 2006 |                  |                     |                  |
| 2007 | 122e             |                     |                  |
| 2008 | buiten tijd      |                     |                  |
| 2009 | 133e             |                     |                  |

| Jaar | Milaan-San Remo | Parijs-Tours |
| ---- | --------------- | ------------ |
| 2006 |                 | 20e          |
| 2007 | 115e            | 106e         |
| 2008 |                 |              |
| 2009 |                 |              |